# Eremochlaena pallidior
Eremochlaena pallidior är en fjärilsart som beskrevs av Charles E. Rungs 1972. Eremochlaena pallidior ingår i släktet Eremochlaena och familjen nattflyn. Inga underarter finns listade i Catalogue of Life.